# Choanolaimus psammophilus
Choanolaimus psammophilus är en rundmaskart som beskrevs av De Man 1880. Enligt Catalogue of Life ingår Choanolaimus psammophilus i släktet Choanolaimus och familjen Cyatholaimidae, men enligt Dyntaxa är tillhörigheten istället släktet Choanolaimus och familjen Choniolaimidae. Arten är reproducerande i Sverige. Inga underarter finns listade i Catalogue of Life.